# Anaea troglodyta
Anaea troglodyta är en fjärilsart som beskrevs av Fabricius 1775. Anaea troglodyta ingår i släktet Anaea och familjen praktfjärilar. Inga underarter finns listade i Catalogue of Life.

## Bildgalleri

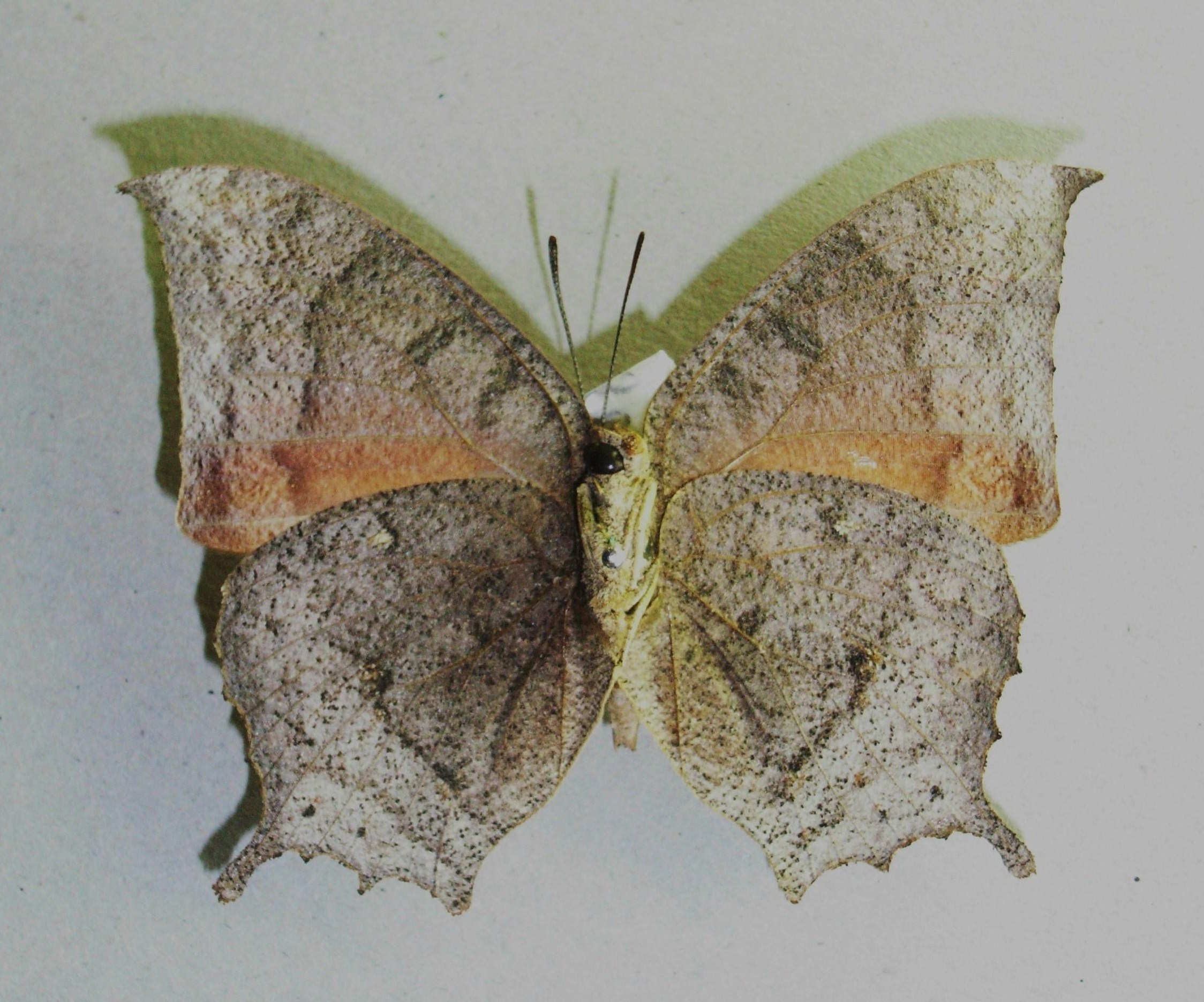